# Gétulicus (épigrammatiste)
Pour les articles homonymes, voir Gétulicus.
Gétulicus est l'auteur de neuf épigrammes de l'Anthologie grecque. On ne connaît rien de lui, mais la relative maladresse du grec dans lequel s'exprime le poète suggère qu'il est romain. On l'identifie parfois à Gn. Lentulus Gaetulicus, premier à porter le nom « Gétulicus », un poète et général romain impliqué dans un complot contre Catilina. Cependant, plusieurs auteurs attribuent à Lentulus Gétulicus des vers licencieux, ce qui ne correspond pas aux épigrammes de l'Anthologie grecque. 